# John Richardson (tennis)
Pour les articles homonymes, voir John Richardson et Richardson.
John P. Richardson est un joueur sud-africain de tennis, né le 24 juin 1873 à Madagascar et mort à une date inconnue à Durban. Il est demi-finaliste aux Jeux olympiques de 1908.

## Carrière

### Parcours auxJeux olympiquesde 1908
- 1/16, bat Max Decugis (forfait)
- 1/8, bat James Foulkes (6-2, 6-4, 6-3)
- 1/4, bat Charles Brown (6-3, 6-1, 6-0)
- 1/2, battu par Otto Froitzheim (2-6, 6-1, 6-4, 6-4)
- Match pour la 3e place (Bronze), battu par Wilberforce Eaves (6-2, 6-2, 6-3)[2].

### Titre en simple
- 1909 Durban (Championnat de Natal) : Vainqueur bat S.D. Cockerell (6-2, 6-3, 6-0)[3].

### Finale en simple
- 1910 Durban (Championnat de Natal) : finaliste battu par Charles Winslow (3-6, 6-2, 6-1, 7-5). Au 1er tour il bat C. Stewart 6-0, 6-0, 6-0.

### Autres tournois
- 1908 Wimbledon : 1/16 perd contre Arthur Gore
- 1908 Bloemfontein (Championnat d'Afrique du Sud) : 1/2 perd contre Harold Kitson